# اریک لمان
اریک لمان (اسپانیایی: Eric Leman‎؛ زادهٔ ۱۷ ژوئیهٔ ۱۹۴۶) دوچرخه‌سوار اهل بلژیک است.
از باشگاه‌هایی که در آن رکاب زده‌است می‌توان به تیم دوچرخه‌سواری بیک و تیم دوچرخه‌سواری پژو اشاره کرد.